# 結婚しようよ (テレビドラマ)
『結婚しようよ』（けっこんしようよ）は、1996年4月11日から6月27日まで毎週木曜日22:00 - 22:54（JST）にTBS系列「木曜ドラマ」枠で放送された日本のテレビドラマ。主演は江口洋介。

## あらすじ
殿山圭太郎（江口洋介）は、28歳。もうすぐ7歳になる息子の蓮（益田圭太）と二人暮らし。圭太郎は3年前に離婚した元妻・渚（麻生祐未）との約束で蓮の7歳の誕生日までに再婚・会社の業績をあげなければ、蓮は渚に引き取られることとなっていた。
そこで圭太郎は雑誌に花嫁募集と広告を出し、応募してきた唯川美羽（石田ひかり）と偽装結婚することとなるが、お互いの印象は最悪だった…。圭太郎と美羽は本当の夫婦になれるのか?そして圭太郎は蓮とずっと暮らせるのか?

## キャスト
殿山圭太郎〈28〉
演 - 江口洋介
本作の主人公。1967年8月8日生まれ。空間プロデュース会社「Kネットワークプランニング」の社長。大学時代の先輩・高原渚と3年前に離婚し、現在は、息子の蓮と2人暮らし。
小学校4年生の頃に母親を亡くしている。一度渚に親権を取られるも再び蓮と暮らせるようになる。最終回で美羽と調停により婚姻取消する。
唯川（殿山）美羽〈24〉
演 - 石田ひかり
本作のヒロイン。1972年2月11日生まれ。北海道出身。健康器具会社「紅丸物産」の訪問販売員。営業成績のために借金しており、借金返済のために圭太郎と偽装結婚する。
最初こそ偽装結婚だったが、段々圭太郎に好意を抱くようになる。戸籍上の名前は殿山美羽。最終回で調停により婚姻取消したのち、北海道に帰り、グリーンコーディネーターに転身。
殿山蓮〈6〉
演 - 益田圭太
圭太郎と渚の息子で小学一年生。1989年6月20日生まれ。圭太郎と二人暮らし。11話で渚と暮らすことになるものの、最終的には圭太郎と再び暮らせることとなる。
杉村純也
演 - 草彅剛
圭太郎の会社の社員。圭太郎は大学の先輩。琴里に恋心を抱いている。
唯川琴里〈18〉
演 - 馬渕英里何
美羽の妹。東京の専門学校に通うために北海道から上京。圭太郎にナンパされたことがある。
大宮慎治
演 - 金田明夫
「大宮法律事務所」の弁護士。渚に雇われている。圭太郎と美羽が偽装結婚ではないかと疑う。圭太郎を馬鹿にしている。
川井澄子〈35〉
演 - 柴田理恵
圭太郎の会社の経理。
金沢文丈
演 - 徳井優
美羽の上司。美羽に好意があるのか、セクハラまがいなことをする。
園部伸子
演 - 宮地雅子
美羽の会社の経理。
高原渚〈30〉
演 - 麻生祐未
圭太郎の元妻で蓮の母。ジュエリーデザイナーでカナダ在住。圭太郎とは3年前に離婚。圭太郎の大学の先輩で2歳年上。
圭太郎とは、できちゃった結婚だったらしい。圭太郎との婚姻時は、殿山渚。一度蓮の親権を手にいれるも結局は圭太郎に親権が戻る。圭太郎に未練がある様子であった。
殿山達郎
演 - 松方弘樹
圭太郎の父で、蓮の祖父。コラムニストで評論家。妻（圭太郎の実母）とは死別。蓮からは「達郎お兄ちゃん」と呼ばれている。
しょっちゅう、殿山家に遊びに来ている。

## スタッフ
- 脚本：戸田山雅司
- 演出：桑波田景信、北川雅一、近藤誠、鈴木早苗
- プロデュース：松田幸雄
- 音楽：佐橋佳幸、西田正也
- 主題歌：江口洋介「TRAVELING BOY〜解き放たれた矢のように〜」
- 挿入歌：貴島サリオ「一番星が輝くように」
- 制作：TBS

## 放送日程
| 各話   | 放送日  | サブタイトル     | 演出       |
| ------ | ------- | ---------------- | ---------- |
| 第1話  | 4月11日 | とりあえず入籍   | 桑波田景信 |
| 第2話  | 4月18日 | とりあえず離婚!? | 桑波田景信 |
| 第3話  | 4月25日 | 風呂場の告白     | 北川雅一   |
| 第4話  | 5月2日  | 偽の夫婦レッスン | 北川雅一   |
| 第5話  | 5月9日  | オフクロの味     | 桑波田景信 |
| 第6話  | 5月16日 | パパとの約束     | 近藤誠     |
| 第7話  | 5月23日 | 傷ついたプライド | 北川雅一   |
| 第8話  | 5月30日 | ママに会いたい!  | 桑波田景信 |
| 第9話  | 6月6日  | 先妻vs新妻       | 鈴木早苗   |
| 第10話 | 6月13日 | さよなら東京     | 近藤誠     |
| 第11話 | 6月20日 | パパ、泣かないで | 北川雅一   |
| 最終話 | 6月27日 | 明日への決断     | 桑波田景信 |